# August Wilhelm Goebel

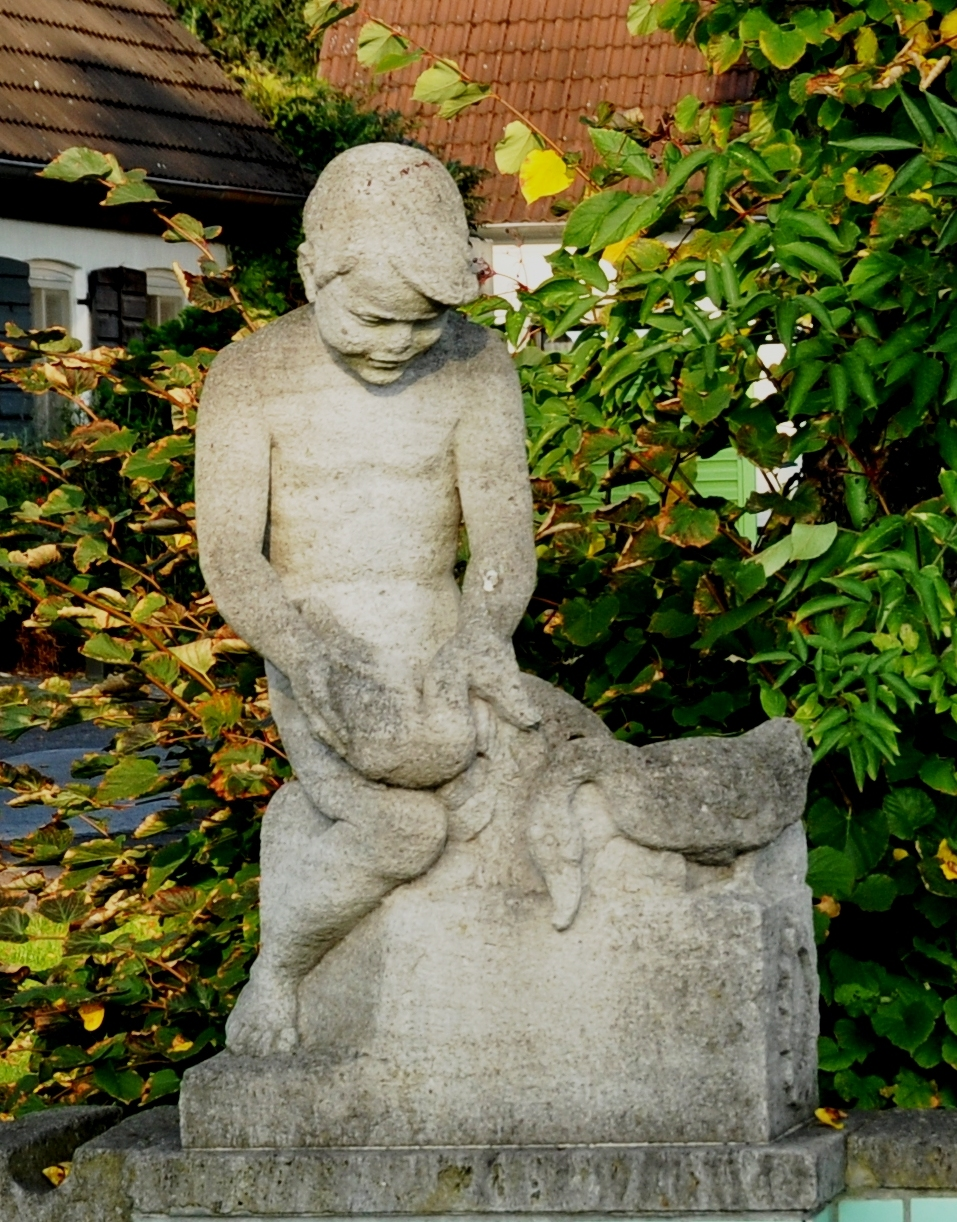
„Gänsebrünnchen“ von August Wilhelm Goebel in der Düsseldorfer Nordparksiedlung

August Wilhelm Goebel (* 11. Mai 1883 in Kloppenheim; † 2. Juni 1971 in Haan) war ein deutscher Bildhauer, der vor allem in Düsseldorf tätig war.

## Leben

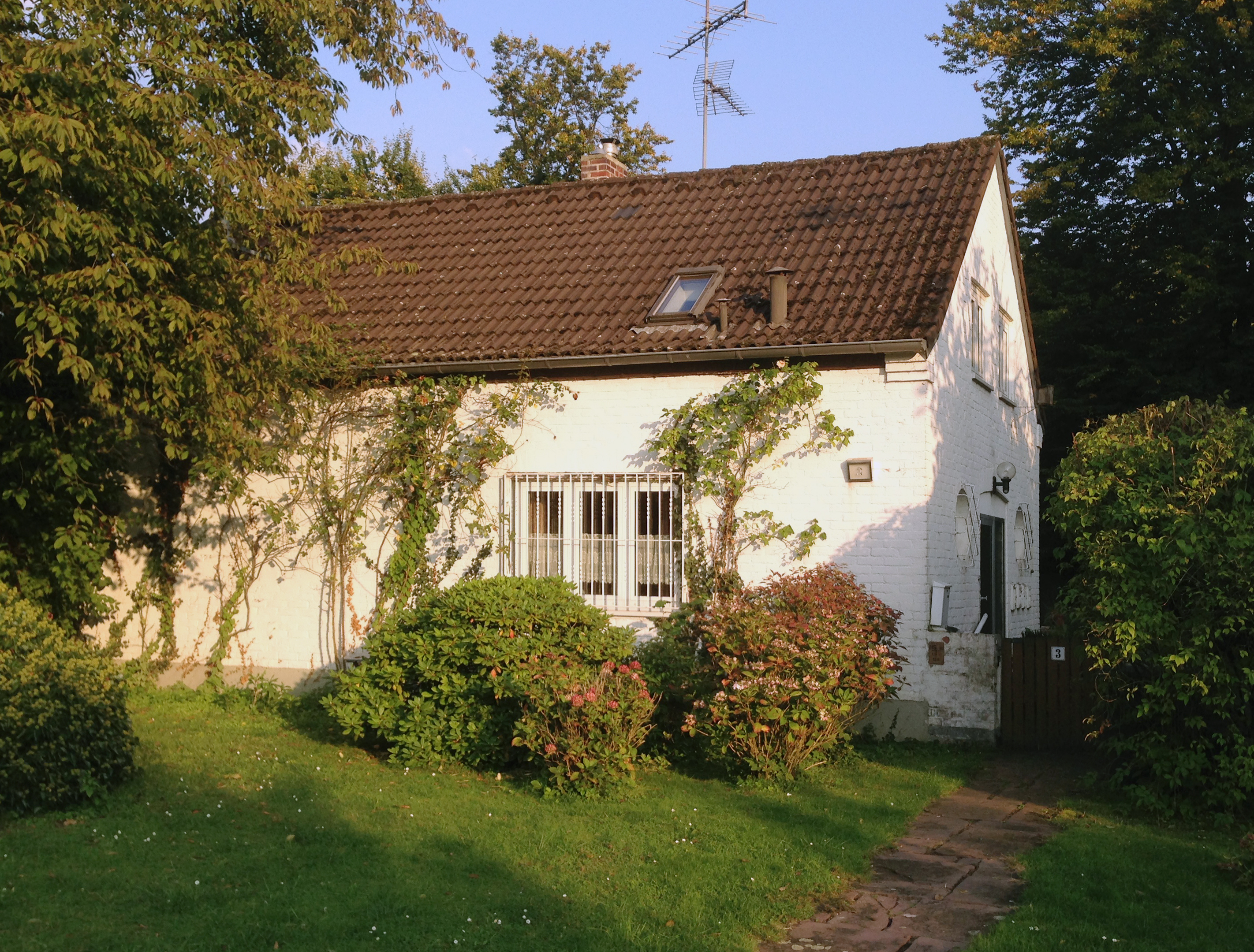
Haus Franz-Jürgens-Straße 3, Architekt Heinz Thoma für August Wilhelm Goebel

August Wilhelm Goebel war der Sohn eines Holzbildhauers, in dessen Werkstatt er zunächst eine Ausbildung erhielt, darauf war er Schüler der Bildhauerklasse von Karl Janssen an der Kunstakademie Düsseldorf. Er besuchte die Kunstgewerbeschule Frankfurt/Main und lernte bei Friedrich Christoph Hausmann, darauf studierte er an der Universität der Künste Berlin und der Akademie der Bildenden Künste München.
Goebel arbeitete unter anderem zusammen mit der Düsseldorfer Broncegießerei. Zu seinen frühen Arbeiten gehören die Medaille Für Verdienste um den Landkreis Wiesbaden von 1916 und die überlebensgroßen Orgelfiguren Musik für die Evangelische Dankeskirche in Düsseldorf-Benrath, von denen ein Exemplar von Hitler für die Reichskanzlei aufgekauft wurde.
Auf der Großen Berliner Kunstausstellung von 1924 stellte Goebel Personifikationen aus Bronze mit den Titeln Die Arbeit und Die Zeit aus. Für die Stadt Düsseldorf schuf der Künstler das Relief und die Medaille Der Tanz. Weiterhin fertigte er die Medaille Ausstellung für Gesundheitspflege in Düsseldorf (1926) und die Plakette Für sportliche Betätigung auf der Großen Ausstellung Düsseldorf 1926 für Gesundheitspflege, soziale Fürsorge und Leibesübungen (GeSoLei) vom 8. Mai bis 15. Oktober 1926 in Düsseldorf. 1928 errichtete er die Portalfiguren des Finanzamts Neuwied. Das Gebäude des Künstlervereins Malkasten, in dem er ein Ensemble von vier Vierergruppen (Allegorien der schönen Künste) errichtete, wurde im Zweiten Weltkrieg zerstört.
Bereits 1925 trat Goebel mit zwei Skulpturen im Sinne der nationalsozialistischen Weltanschauung in Erscheinung. Dank seines „freimütigen Bekenntnisses zu den politischen Ideen Adolf Hitlers“ wurde er vorerst von öffentlichen Aufträgen ausgeschlossen. Ab 1928 war er Mitglied im „Stahlhelm“ (bis 1933 leitet er als Vorsitzender des Reichsverbands bildender Künstler Deutschlands dessen Kunstausstellungen). „Sein kleines Vermögen“ brachte er während der „Kampfzeit“ in die Partei ein. 1933 trat er in die SA ein und wurde 1939 als Scharführer in den Kulturkreis der SA berufen und 1941 zum Oberscharführer ernannt. Zum 1. Mai 1937 trat er der NSDAP bei (Mitgliedsnummer 4.468.058).
Zur Reichsausstellung Schaffendes Volk in der damals so genannten „Schlageterstadt“ entwarf und baute der Architekt Heinz Thoma für Goebel in der Ernst-Schwarz-Straße, heute Franz-Jürgens-Straße 3, ein Künstlerhaus. Dieses ist bis heute Bestandteil der „Künstlersiedlung“ in Golzheim und steht unter Denkmalschutz.
Goebel war von 1938 bis 1944 auf den Großen Deutschen Kunstausstellungen in München mit 13 Werken vertreten. Dabei erwarb Hitler 1938 Gudrun, 1939 Sonnenaufgang (für 9500 RM) und 1940 Norne (für 12000 RM), während Hermann Göring 1939 die Brunnennymphe erstand (für 6500 RM). Er beteiligte sich 1942 mit der überlebensgroßen Plastik Opferbereit in Dresden an der „Kunstausstellung der SA“.
Der Leiter des Preußischen Kultusministeriums Bernhard Rust hatte angeblich vor Beginn des Zweiten Weltkrieges Goebels Berufung zum Professor an der Kunstakademie Düsseldorf vorgesehen, was jedoch in Ermangelung freier Stellen scheiterte. Die Bemühung des Stabschefs der SA Viktor Lutze um einen Professortitel für Goebel scheiterten trotz vieler Frühpensionierungen erneut im Jahre 1941. 
Goebels Figuren und Reliefs in neoklassizistischem realistischen Stil waren vor allem aus Bronze und Marmor, seltener auch aus Holz gefertigt und stellten in erster Linie Nachbildungen des weiblichen Körpers dar. Sein Sujet umfasst vor allem zahlreiche Allegorien und Personifikationen, so die Allegorie auf die Musen (Bronze) und Fortuna (Bronze, um 1922), nachdenkliche mythologische Frauenfiguren wie die Kauernde Brunnennymphe mit einer Muschel in der Hand (Bronze, golden patiniert), profane Akte nach arischem Rasseideal mit aktuellen Frauenfrisuren wie der Stehende weibliche Akt aus Marmor und Doppelfiguren in der Figurengruppe (Marmor, 1924). Sein Themenrepertoire umfasse auch modellierte Kind–Tiergruppen wie Der Entenjunge (Bronze), seltener hingegen männliche Figuren, die sich meist in der Pose menschlicher Arbeit zeigen, so die Arbeiter aus Gips auf der Ausstellung Lob der Arbeit 1936 und die Bronze Hüttenmann auf der Großen Deutschen Kunstausstellung 1941. Er entwarf dekorative keramische Plastiken Nymphe, weiblicher Akt, blumenpflückend (hergestellt von der der Porzellanfabrik Karl Ens in Volkstedt (Rudolstadt)), Europa auf dem Stier und Stehender Löwe, beide aus der Zeit zwischen 1910 und 1920.
Goebel fertigte das Kriegerdenkmal Hassels „Den gefallenen Kameraden 1914–1918“, das Pionierdenkmal am Wasserbahnhof in Mülheim an der Ruhr, das Gänsebrünnchen aus Muschelkalk im Nordpark Düsseldorf an der Reichsheimstätten-Mustersiedlung, die so genannte Wilhelm-Gustloff-Siedlung, sowie den Entenbrunnen (Bronze, Basaltlava-Sockel, Beton, Mosaiksteine) um 1964 an der Grundschule St. Michael im Düsseldorfer Kempgensweg. Goebels erstellte Porträtbüsten (zum Beispiel P. Th. Thyssen, W. Henkel, Graf von Schmettow und Heinrich Hagenbeck) und Reliefs aus Marmor wie die Sinnende.
Weitere von Goebel beschickte Ausstellungen waren 1925 die Große Kunstausstellung Düsseldorf, 1935 die Große Weihnachtsverkaufsausstellung Düsseldorf, 1942 die Winterausstellung Düsseldorfer Künstler in der Kunsthalle Düsseldorf (mit der Plastik Norne), 1943 die Ausstellung Düsseldorfer Künstler in Florenz im Palazzo Strozzi, 1944 die Frühjahrsausstellung Düsseldorfer Künstler, 1945 die Ausstellung Künstlerverein Malkasten.
Bis zu seinem Umzug nach Neuwied 1962 war Goebel in Düsseldorf tätig. Bis mindestens 1970 war er Mitglied des Künstlervereins Malkasten. Sein genaues Todesdatum ist nicht bekannt, als Todesjahr wird gelegentlich 1970 genannt.